# Opius latidens
Opius latidens är en stekelart som beskrevs av Fischer 1990. Opius latidens ingår i släktet Opius och familjen bracksteklar. Inga underarter finns listade i Catalogue of Life.